# Freundorf (Gemeinde Klaffer)
Freundorf ist eine Ortschaft in der Gemeinde Klaffer am Hochficht im Bezirk Rohrbach in Oberösterreich.

## Geografie
Das Dorf liegt zwischen dem Haselberg (746 m ü. A.) und dem Kühberg (716 m ü. A.), zweier Kuppen am Südabfall des Böhmerwaldes, und wird durch die aus Klaffer kommende Landesstraße L1556 erschlossen. Ein weiterer Ortsteil ist die Streusiedlung der Freundorfhäuseln im Nordwesten. In jüngster Zeit sind Freundorf und Freundorfhäuseln immer weiter zusammengewachsen. Am 1. April 2020 umfasste der Ort 138 Adressen.
Die Siedlung gehört zum Einzugsgebiet des Freundorfer Hausbachs. Sie ist Teil der 22.302 Hektar großen Important Bird Area Böhmerwald und Mühltal. Oberhalb des Dorfs erstreckt sich die als Naturschutzgebiet ausgewiesene Orchideenwiese in Freundorf.

## Geschichte
Erstmals urkundlich erwähnt wurde der Ort im Jahr 1396 in einem Kaufvertrag: Die Habsburger konnten 1331 beim Kauf der Stammgüter der Grafen von Wallsee in Schwaben diese nicht gänzlich bezahlen und verpfändeten diesen die Herrschaft Falkenstein, wozu Freundorf und auch Klaffer gehörten. Später gelangte Freundorf an das südsteirische Adelsgeschlecht Prüschenk, die den Ort 1522 an das Stift Schlägl verkauften, wo er bis 1848 verblieb.

## Kultur und Sehenswürdigkeiten
Der 15,2 km lange Wanderweg Hochfichtrunde führt durch Freundorf.